# 長漢坪駅
長漢坪駅（チャンハンピョンえき）は大韓民国ソウル特別市東大門区長安洞にある、ソウル交通公社5号線の駅である。駅番号は543。

## 歴史
- 1995年11月15日 - ソウル特別市都市鉄道公社（当時）5号線の駅として開業。
- 2017年5月31日 - ソウル特別市都市鉄道公社とソウルメトロが統合され、ソウル交通公社の駅となる。

## 駅構造

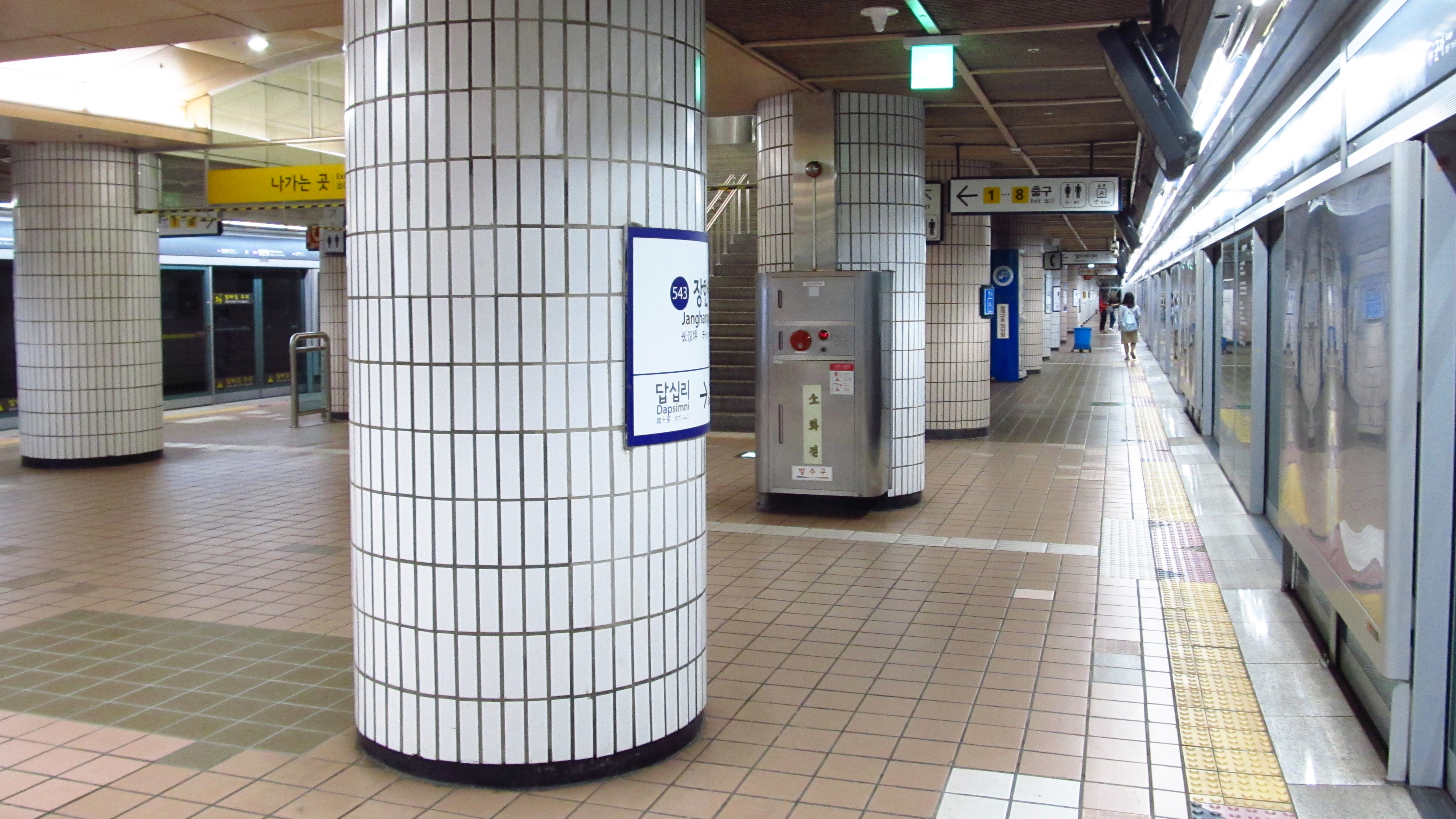
プラットホーム

島式ホーム1面2線の地下駅。

### のりば
案内上ののりば番号は設定されていない。 
| 上り | 5号線 | 往十里・青丘・汝矣島・傍花方面   |
| 下り | 5号線 | 君子・千戸・河南黔丹山・馬川方面 |

## 利用状況
近年の一日平均利用人員推移は下記のとおり。
| 路線  | 路線     | 2000年 | 2001年 | 2002年 | 2003年 | 2004年 | 2005年 | 2006年 | 2007年 | 2008年 | 2009年 | 出典  |
| ----- | -------- | ------ | ------ | ------ | ------ | ------ | ------ | ------ | ------ | ------ | ------ | ----- |
| 5号線 | 乗車人員 | 16,707 | 18,710 | 18,418 | 19,181 | 19,126 | 19,032 | 18,349 | 17,906 | 17,915 | 17,846 | [ 1 ] |
| 5号線 | 降車人員 | 17,013 | 18,952 | 18,480 | 19,043 | 19,083 | 19,002 | 18,300 | 17,880 | 17,892 | 17,780 | [ 1 ] |
| 5号線 | 乗降人員 | 33,720 | 37,663 | 36,898 | 38,224 | 38,209 | 38,035 | 36,649 | 35,786 | 35,807 | 35,627 | [ 1 ] |
| 路線  | 路線     | 2010年 | 2011年 | 2012年 | 2013年 | 2014年 | 2015年 | 2016年 |        |        |        | [ 1 ] |
| 5号線 | 乗車人員 | 18,216 | 18,571 | 18,967 | 18,885 | 19,082 | 18,840 | 18,892 |        |        |        | [ 1 ] |
| 5号線 | 降車人員 | 18,288 | 18,774 | 19,237 | 19,089 | 19,172 | 18,866 | 18,859 |        |        |        | [ 1 ] |
| 5号線 | 乗降人員 | 36,504 | 37,346 | 38,204 | 37,974 | 38,254 | 37,706 | 32,504 |        |        |        | [ 1 ] |

## 駅周辺
「床屋」といわれる風俗店（頽廃理髮所）が多いため、駅入口周辺には客引きが複数いる。また、新品・中古を問わず自動車部品を扱う店・業者が非常に多く、幹線道路沿いには起亜やヒュンダイ、ルノーサムスン、シボレー、トヨタ、メルセデス・ベンツ、VWなど自動車ディーラーも多い。
- ソウル君子初等学校（朝鮮語版）
- 国立農産物品質管理院（朝鮮語版）
- ソウル東大門消防署（朝鮮語版）
- ソウル安坪初等学校（朝鮮語版）
- RBW本社
- 長坪中学校（朝鮮語版）
- 中浪川（朝鮮語版）
- 中浪下水処理場

## 隣の駅
ソウル交通公社
 5号線
踏十里駅 (542) - 長漢坪駅 (543) - 君子駅 (544)